# Іда Ноддак
Іда Таке, пізніше Ноддак (нім. Ida Noddack, 25 лютого 1896, Лакхаузен — 24 вересня 1978, Бад Ноєнар) — німецька фізико-хімік, фахівець у галузі геохімії та радіохімії.
Спільно з Вальтером Ноддаком та Отто Бергом у 1925 році відкрила хімічний елемент реній. У 1934 році, аналізуючи отримані Енріко Фермі дані, першою висловила припущення про можливість поділу ядра атома, за 5 років до офіційного підтвердження цього.
У 1933, 1935 і 1937 роках Нодак номіновано на здобуття Нобелівської премії з хімії.

## Біографія

### 1896—1921
Іда Таке народилася у Лакхаузені (нині район міста Везель), третьою донькою в родині промисловця Альберта (Адельберта) і Гедвіги Ноддак. У 16 років прийнята до гімназії Св. Урсули в Аахені, по закінченню якої вступила на хімічний факультет Берлінського технічного університету. Вибір наукового напрямку навчання вона пояснювала інтересом до хімії та фізики, а також запрошенням від свого батька почати працювати на його лаковій фабриці. У 1919 Таке вона завершила навчання, отримавши звання інженера, і продовжила наукову роботу в галузі органічної хімії. В 1921 році отримала диплом доктор-інженера за роботу, присвячену дослідженню ангідридів вищих жирних кислот.

### 1921—1935
У віці 25 років Таке влаштувалася хіміком до концерну «Siemens» у Берліні. Там її робота була присвячена виявленню слідових кількостей елементів у мінералах та метеоритах, дослідження методів розділення і збагачення мінералів та руд.
У 1922 році призначена науковцем-консультантом у Фізико-технічному інституті, де в лабораторії Вальтера Ноддака велися пошуки хімічних елементів 43 і 75 підгрупи Мангану. В результаті спільної роботи вони змогли доволі точно визначити атомні маси та основні фізико-хімічні властивості для обох елементів. Врешті-решт з 1 кг наддорогої платиновмісної руди колумбіту їм вдалося виділити 1 мг нового елементу. Отриманий зразок Іда Таке передала до Siemens & Halske, де спільно зі спектроскопістом Отто Бергом вони 11 липня 1925 року зафіксували характеристичні лінії для елементів 43 і 75. Для нововідкритого елемента 75 ними було запропоновано назву Реній — на честь річки Рейн, що протікає у рідному для Такер регіоні, та Мазурій для елемента 43 — за назвою регіону Східна Пруссія, звідки походив Вальтер. Однак науковою спільнотою було поставлено під сумнів результати щодо елемента 43, отож новим елементом було затверджено лише Реній.
У ході спільної наукової роботи Таке і Вальтер значно зблизилися і 20 травня 1926 побралися.
У наступні роки подружжя працювало над масштабізацією досліджень. Вони здійснили кілька подорожей до СРСР та Скандинавії для придбання руд. У цьому їм допомагало фінансування від німецьких організацій. Зокрема, за сприяння Siemens & Halske, з 660 кг молібденіту їм у 1929 році вдалося виділити перший грам Ренію.
Проведена ними робота не залишилася непоміченою. Так, у 1929 році їм була висловлена подяка від Німецької комісії з атомних мас, у 1931 році їх відзначили медаллю Лібіха Німецького хімічного товариства, а в 1934 році — медаллю Шеєле Шведського хімічного товариства.
Після проведеного у 1934 році Енріко Фермі досліду з бомбардування урану нейтронами, Таке висловила припущення, що, на противагу очікуванням Фермі, в ході зіткнення утворюються не важчі трансуранові елементи, а навпаки — легші ізотопи внаслідок розщеплення ядра. Свою роботу «Про елемент 93» вона опублікувала у Zeitschrift für Angewandte Chemie, яка втім була відхилена науковцями. Пізніше у своїй автобіографії Отто Ган, який за п'ять років після Іди спільно з Лізою Майтнер і Фріцом Штрассманом експериментально підтвердив факт розщеплення, писав: «Її припущення настільки сильно відрізнялося від загальноприйнятих поглядів на атомне ядро, що воно ніколи серйозно і не розглядалося».

### 1935—1978
У 1935 році подружжя переїхало до Фрайбурга, де у Фрайбурзькому університеті чоловік отримав посаду професора фізичної хімії. Через тогочасне у Німеччині несхвалення роботи одружених жінок науковиця була змушена задовольнятися безоплатною посадою лаборантки. Після 6-ти років у Фрайбурзі вони через конфлікти на роботі перебралися до Страсбурзького університету. Тут, попри її сімейний стан і несприйняття політики НСДАП, вона отримала вже оплачувану посаду у відділі фотохімії.
Після падіння нацистського режиму у Франції, навіть попри свій академічний авторитет, чоловік мав проблеми із влаштуванням на інші посади, оскільки вважався замішаним у націонал-соціалістичному русі. Тому подружжя перебралося до наново відкритого університету в Бамберзі (зачиненого у 1939). У цей час в Іди Таке почалися проблемі зі здоров'ям, тому багато часу вона почала проводити у рекреаційних містах.
Іда Ноддак померла 24 вересня 1978 року у курортному містечку Бад Ноєнар, де провела кілька останніх років. За заповітом її тіло було кремоване, а урна з попелом перенесена до могили чоловіка у Бамбергу, котрий помер у 1960.